# 榎前村
榎前村（えのきまえむら）は、かつて愛知県碧海郡にあった村である。
現在の安城市の一部（榎前町・井杭山町・二本木新町など）に該当する。

## 歴史
- 1890年（明治23年）10月20日 - 高棚村から榎前村が分立する。
- 1906年（明治39年）5月1日 - 分割され廃止。
  - 榎前の一部（榎前）は、米津村、西端村、東端村、根崎村、城ヶ入村、和泉村と合併し、淵辺村が発足。
  - 榎前の一部（井杭山）は、高棚村、小垣江村、野田村、半高村と合併し、依佐美村発足。